# Alban Meha
Alban Meha (Mitrovica, 26 april 1986) is een Duits-Albanees-Kosovaars profvoetballer die doorgaans als middenvelder speelt.

## Clubvoetbal
Het gezin Meha kwam tijdens de Joegoslavische Burgeroorlog naar Duitsland waar Alban Meha bij amateurclubs begon met voetballen. Hij doorliep de jeugdopleiding van Stuttgarter Kickers maar brak daar niet door. Hij ging bij lagere amateurclub VfL Kirchheim/Teck spelen en vervolgens in de Regionalliga voor SSV Reutlingen 05 en Eintracht Trier. In 2011 kwam hij bij SC Paderborn 07 dat toen in de 2. Bundesliga speelde. In het seizoen 2014/15 speelde Meha met Paderborn in de Bundesliga en na de degradatie in 2015 tekende hij een contract voor twee seizoenen bij het Turkse Konyaspor. Hij won de Turkse voetbalbeker in 2017. Na een kort verblijf in Jordanië, keerde hij in 2018 terug naar Duitsland.

## Interlandvoetbal
In de zomer van 2012 gaf Meha aan voor het Albanees voetbalelftal uit te willen komen. Hij maakte zijn debuut op 7 september 2012 in de WK-kwalificatiewedstrijd tegen Cyprus (3-1 overwinning). Op 26 maart 2013 maakte hij zijn eerste interlanddoelpunt in de vriendschappelijke wedstrijd tegen Litouwen.
Op maandag 5 september 2016, enkele uren voor de aftrap van de eerste WK-kwalificatiewedstrijd van Kosovo in en tegen Finland, kreeg Meha toestemming van de wereldvoetbalbond (FIFA) om voortaan de kleuren van het nieuwe lid Kosovo te verdedigen. Bondscoach Albert Bunjaki mocht voortaan tevens een beroep doen op Amir Rrahmani, Herolind Shala, Samir Ujkani en Vitesse-speler Milot Rashica.